# Salticus meticulosus
Salticus meticulosus är en spindelart som beskrevs av Lucas 1846. Salticus meticulosus ingår i släktet Salticus och familjen hoppspindlar. Inga underarter finns listade i Catalogue of Life.